# Conférence épiscopale nordique
La Conférence épiscopale nordique ou Conférence épiscopale de Scandinavie (en latin : Conferentia Episcopals Scandiae ; en allemand : Nordische Bischofskonferenz, abrégé NBK) est une conférence épiscopale de l’Église catholique qui réunit les ordinaires de cinq pays nordiques : le Danemark (y compris les îles Féroé et le Groenland), la Finlande, l’Islande, la Norvège et la Suède. L’Église catholique est une religion minoritaire dans ces pays.
La conférence est représentée — le Danemark, la Finlande et la Suède faisant partie de l’Union européenne — à la Commission des épiscopats de l’Union européenne (COMECE). Son président participe également au Conseil des conférences épiscopales d’Europe (CCEE), avec une petite quarantaine d’autres membres.

## Membres
La conférence compte huit membres, qui représentent les sept diocèses et prélatures du territoire :
- Czeslaw Kozon, évêque de Copenhague, seul diocèse du Danemark[Note 1],[5] ;
- Raimo Goyarrola (es), évêque d’Helsinki, seul diocèse de Finlande[6] ;
- Bernt Ivar Eidsvig, évêque d’Oslo en Norvège[7] ;
- David Tencer, évêque de Reykjavik, seul diocèse d’Islande[8] ;
- Anders Arborelius, cardinal et évêque de Stockholm, seul diocèse de Suède[9] ;
- Erik Varden, prélat territorial de Trondheim en Norvège[Note 2]et administrateur apostolique de Tromsø en Norvège[Note 3],[7] ;
- la sœur Anna Mirijam Kaschner, secrétaire générale de la conférence.

Peut également assister à la conférence l’évêque émérite de Reykjavik, Pierre Bürcher.

## Historique
Une première réunion de trois vicaires apostoliques de Scandinavie — Josef Brems (da) pour le Danemark, Johannes Olav Smit (no) pour la Norvège, et Johann Evangelist Müller (sv) pour la Suède (sv) — a lieu en mai 1923 à Göteborg. En août de la même année, une deuxième réunion (les 12 et 15) se fait à Helsinki avec Johannes Mikael Buckx, vicaire apostolique de Finlande, où est proposée la création d’un séminaire et la tenue d’un important congrès eucharistique. Une troisième réunion a lieu en février 1924 à Copenhague au Danemark, avec le préfet apostolique d’Islande, Martin Meulenberg (is). La suivante a lieu à Stockholm en Suède en 1927.
En août 1932 est organisé le Congrès eucharistique nordique prévu, à Stockholm, en présence de nombreux évêques, dont les cardinaux August Hlond, primat de Pologne, et Willem Marinus van Rossum, quelques jours avant sa mort. Se succèdent ensuite deux réunions — à Stockholm encore en avril 1936, sans représentant de l’Islande ; et à Copenhague quelques mois plus tard — qui voient l’ouverture et la fermeture du petit séminaire. Les suivantes ont lieu après la Seconde Guerre mondiale, du 11 au 14 juin 1946, puis du 23 au 30 septembre 1951.

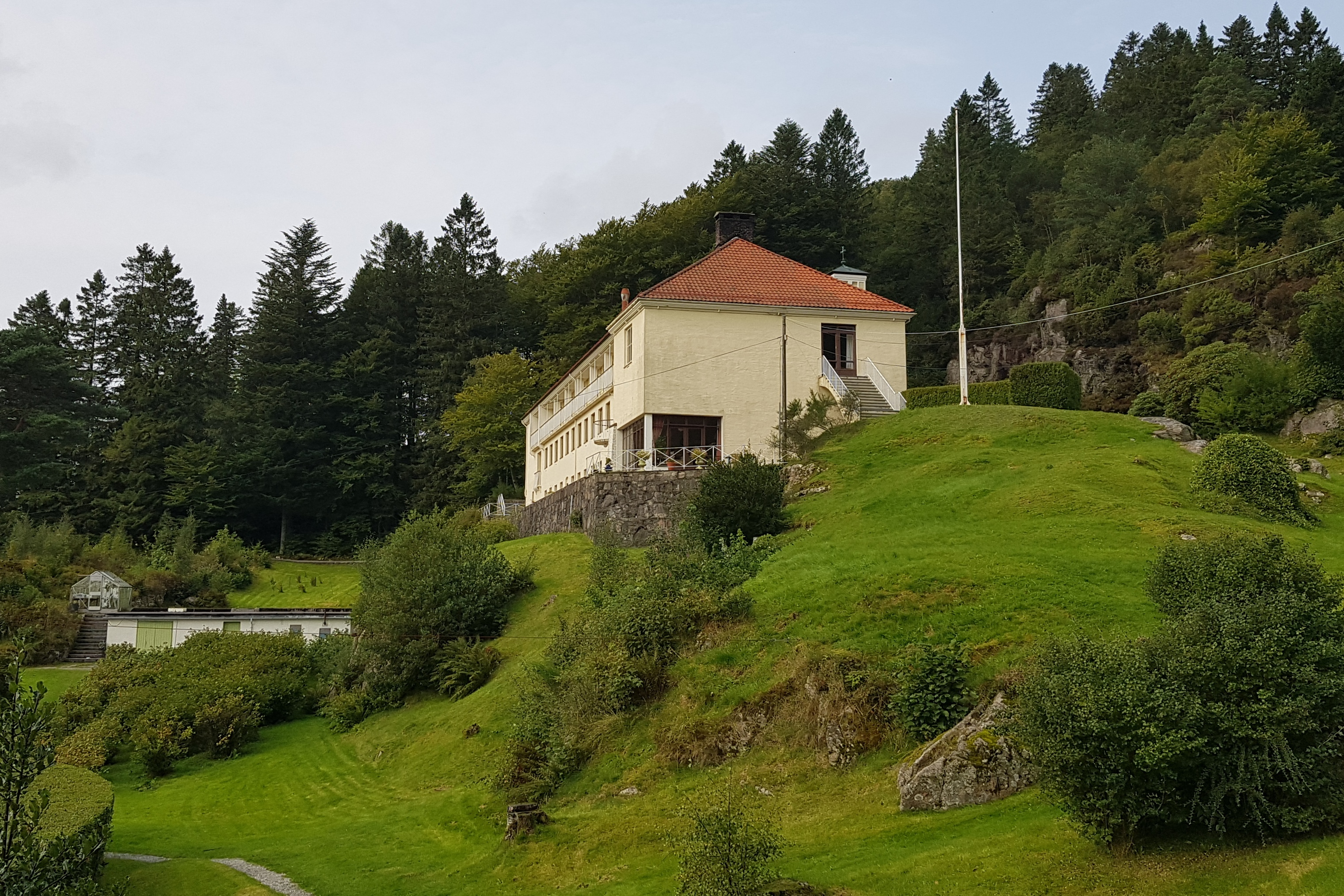
Maison Marias Minde, où a été travaillé le projet de conférence épiscopale.

Une délégation apostolique est envoyée par le pape Jean XXIII en mars 1960, et elle débouche sur la création de la conférence épiscopale, avec une réunion de fondation à partir du 1er mai 1960 à la maison Marias Minde des Sœurs de saint François Xavier (no) près de Bergen en Norvège. Le 4 mai, le nom de Conventus Ordinariorum Scandiae est arrêté.
Les statuts de la conférence sont établis en 1962. Le concile Vatican II a lieu la même année, et il débouche entre autres sur une officialisation des conférences épiscopales, précisée par les décrets Christus Dominus en 1965 et Ecclesiae Sanctae (en) l’année suivante. Le Code de droit canonique de 1983 parachève ce travail, ce qui oblige à revoir une partie des statuts : cela est fait au sanctuaire Stella Maris à Lohja près d’Helsinki, le 27 septembre 1984 ; les statuts sont validés par le Vatican le 19 janvier 1985.

## Sanctuaires
La conférence n’a pas, en 2022, désigné de sanctuaire national.